# Grymov
Grymov är en ort i Tjeckien.   Den ligger i regionen Olomouc, i den östra delen av landet, 230 km öster om huvudstaden Prag. Grymov ligger 217 meter över havet och antalet invånare är 138.
Terrängen runt Grymov är huvudsakligen platt, men norrut är den kuperad. Runt Grymov är det ganska tätbefolkat, med 72 invånare per kvadratkilometer. Närmaste större samhälle är Přerov, 4,5 km sydväst om Grymov. Trakten runt Grymov består till största delen av jordbruksmark.